# Hyposerica madagascariensis
Hyposerica madagascariensis är en skalbaggsart som beskrevs av Moser 1916. Hyposerica madagascariensis ingår i släktet Hyposerica och familjen Melolonthidae.
Artens utbredningsområde är Madagaskar. Inga underarter finns listade i Catalogue of Life.